# Viaje redondo
Viaje redondo es una película mexicana de 2009 dirigida por Gerardo Tort y protagonizada por Teresa Ruiz, Cassandra Ciangherotti, Octavio Castro y Gina Morett. El filme obtuvo diversos premios y nominaciones en importantes eventos como el Festival Internacional de Cine de Guadalajara, el Festival de Cine de Cartagena de Indias y los Premios Ariel. 

## Sinopsis
Lucía y Fernanda, dos jóvenes mujeres con pasados difíciles, se encuentran por causalidad en un paradero de autobuses. Una cadena de sucesos las lleva a pasar dos noches en un paraje desconocido, lo que permite que expresen sus recuerdos y sus deseos mientras emprenden un viaje de autodescubrimiento.

## Reparto
- Teresa Ruiz es Lucía
- Cassandra Ciangherotti es Fernanda
- Felipe de Lara como Flavio
- Iván González como Huicho
- Octavio Castro como Toto
- Gina Morett como la madre de Lucía
- Fabiana Perzabal como la madre de Fernanda

## Premios y reconocimientos
Viaje redondo fue nominada a la mejor película en el Festival de Cine de Cartagena en 2010, evento en el que Teresa Ruiz ganó el premio a mejor actriz. En el Festival Internacional de Cine de Guadalajara, el filme ganó el Premio Mayahuel a mejor película y Ruiz fue destacada como mejor actriz.
En el Festival Internacional de Cine de Amiens, Ciangherotti y Ruiz ganaron el premio a mejor actriz. Por su desempeño en el filme, Ruiz recibió una nominación a los Premios Ariel en la categoría de mejor actriz. En el Festival Havana Film de Nueva York, la película ganó el premio Havana Star al mejor guion.